# 沈遘
沈遘（1025年—1067年），字文通，号西溪，钱塘人（今浙江杭州）人，北宋官员、文学家、书法家。沈遼之兄。

## 生平
沈括兄沈扶之子。生於天聖三年（1025年），以門荫擔任郊社斋郎。皇祐元年（1049年）進士，廷试第一，因已官者不得为第一，改第二。通判江寧府，召爲集賢院校理，權三司度支判官，出京知越州，徙杭州。在杭州为官时，以西湖为放生池，禁捕鱼；又以青蛙能捕食田野害蟲，遂禁止百姓食蛙。治平二年（1065年），五月以知制诰权发遣开封府，不久迁龙图阁直学士。治平三年（1066年），丁母憂，歸蘇州。治平四年（1067年）卒，年四十三。有《西溪文集》十卷。

## 延伸阅读
[在维基数据编辑]
 《舊五代史/卷131》，出自薛居正《舊五代史》
 《宋史·卷331》，出自脱脱《宋史》